# Cercle Filatèlic i Numismàtic de Ripoll
El Cercle Filatèlic i Numismàtic de Ripoll és una entitat filatèlica i cultural creada el 1967 a Ripoll, originalment com una delegació del «Círculo Filatélico y Numismático de Barcelona». Al capdavant d'aquesta entitat, des del 1977 i com a mínim fins al 2019 (42 anys), hi ha la Carme Font.
Principalment dedicat a les exposicions i edicions de segells, el Cercle ha contribuït a projectar el patrimoni històric del Ripollès i de Catalunya.
El 2018 rep la Creu de Sant Jordi.